# ريان كينلي
ريان كينلي (بالإنجليزية: Ryan Kennelly)‏ هو رافع أثقال ‏ أمريكي، ولد في 10 ديسمبر 1975 في Tri-Cities, Washington ‏ في الولايات المتحدة.

## وصلات خارجية
- الموقع الرسمي